# Laurentius (Gegenpapst)
Laurentius († 506/507) war ein römischer Archipresbyter und von 498 bis 499 der von der byzantinischen Partei aufgestellter Gegenpapst.
Nach dem Tod von Papst Anastasius II. wählte man nach fünftägiger Sedisvakanz am 22. November 498 gleich zwei Nachfolger. Der eine war Symmachus, ehemaliger Diakon, der andere der vormalige Archipresbyter Laurentius. Zwar wurde er nur von einer Minderheit des Klerus gewählt, doch der Adel und der Senat Roms standen auf Seiten Laurentius’.
Laurentius wollte das seit 484 andauernde Akakianische Schisma beilegen und suchte deswegen einen Ausgleich mit Konstantinopel. Symmachus, auf der anderen Seite, zeigte sich Byzanz gegenüber unnachgiebig. Weil sie zu keiner einheitlichen Politik zusammenfinden konnten, riefen beide Parteien König Theoderich als ihren Schiedsrichter nach Rom.
Der Ostgotenkönig ließ Symmachus 499 als Bischof von Rom anerkennen und sorgte dafür, dass Laurentius das Bistum Nuceria Alfaterna in Kampanien erhielt. Der nun eindeutige Bischof wurde zwei oder drei Jahre später in einen Gerichtsskandal verwickelt, was seinem Ansehen schadete, Theoderich zunächst von ihm abfallen und Laurentius zurück nach Rom eilen ließ. Von etwa 502 bis 506 lieferten sich beide Parteien heftige Straßenschlachten in Rom, was die Bürgerschaft dazu veranlasste, sich an Theoderich zu wenden. Wieder setzte sich dieser für Symmachus ein, weil dieser, im Gegensatz zu Laurentius, mit seiner strengen Haltung zum Akakianischen Schisma die antibyzantinische Politik des Königs unterstützte.
Laurentius zog sich daraufhin auf sein Landgut bei Rom zurück und starb als Asket um das Jahr 506.